# Funcție simetrică
În matematică, o funcție de {\displaystyle n} variabile este simetrică dacă valoarea ei este aceeași, indiferent de ordinea argumentelor sale. De exemplu, o funcție {\displaystyle f\left(x_{1},x_{2}\right)} de două argumente este o funcție simetrică dacă și numai dacă {\displaystyle f\left(x_{1},x_{2}\right)=f\left(x_{2},x_{1}\right)} pentru toate {\displaystyle x_{1}} și {\displaystyle x_{2}} astfel încât {\displaystyle \left(x_{1},x_{2}\right)} și {\displaystyle \left(x_{2},x_{1}\right)} sunt în domeniul lui {\displaystyle f.} Cele mai frecvent întâlnite funcții simetrice sunt funcțiile polinomiale, care sunt date de polinoamele simetrice⁠(d).

## Simetrizare
Fiind dată o funcție {\displaystyle f} cu {\displaystyle n} variabile, cu valori într-un grup abelian, o funcție simetrică poate fi construită prin însumarea valorilor lui {\displaystyle f} peste toate permutările argumentelor. Similar, o funcție antisimetrică poate fi construită prin însumarea permutărilor pare și scăderea permutărilor impare. Aceste operații nu sunt inversabile și ar putea avea ca rezultat o funcție care este zero pentru funcțiile netriviale {\displaystyle f.} Singurul caz general în care {\displaystyle f} poate fi dedusă dacă se cunosc atât simetrizarea cât și antisimetrizarea este atunci când {\displaystyle n=2} și grupul abelian admite o împărțire cu 2 (inversa dublării); atunci {\displaystyle f} este egală cu jumătate din suma simetrizării și antisimetrizării sale.

## Exemple
- Fie funcția reală

{\displaystyle f(x_{1},x_{2},x_{3})=(x-x_{1})(x-x_{2})(x-x_{3}).}
Prin definiție, o funcție simetrică cu {\displaystyle n} variabile are proprietatea că
{\displaystyle f(x_{1},x_{2},\ldots ,x_{n})=f(x_{2},x_{1},\ldots ,x_{n})=f(x_{3},x_{1},\ldots ,x_{n},x_{n-1}),\quad {\text{ etc.}}}
În general, funcția rămâne aceeași pentru orice permutare a variabilelor sale. Aceasta înseamnă că în acest caz
{\displaystyle (x-x_{1})(x-x_{2})(x-x_{3})=(x-x_{2})(x-x_{1})(x-x_{3})=(x-x_{3})(x-x_{1})(x-x_{2})}
și așa mai departe pentru toate permutările lui {\displaystyle x_{1},x_{2},x_{3}.}
- Fie funcția

{\displaystyle f(x,y)=x^{2}+y^{2}-r^{2}.}
Dacă {\displaystyle x} și {\displaystyle y} sunt interschimbate, funcția devine
{\displaystyle f(y,x)=y^{2}+x^{2}-r^{2},}
care dă exact aceleași rezultate ca și funcția inițială {\displaystyle f(x,y).}
- Fie acum funcția

{\displaystyle f(x,y)=ax^{2}+by^{2}-r^{2}.}
Dacă {\displaystyle x} și {\displaystyle y} sunt interschimbate, funcția devine
{\displaystyle f(y,x)=ay^{2}+bx^{2}-r^{2}.}
Această funcție nu este aceeași cu cea inițială dacă {\displaystyle a\neq b,} ceea ce o face nesimetrică.